# Little London (Test Valley)
Little London – osada w Anglii, w hrabstwie Hampshire. Leży 22 km na północ od miasta Winchester i 97 km na zachód od Londynu.